# شهرام خلج
شهرام خلج چهره پرداز ایرانی می‌باشد. او متولد ۱۳۴۹ در کرج می‌باشد.
او برای فیلم ماجرای نیمروز؛ رد خون نامزد بهترین چهره‌پردازی جشنواره سی و هفتم فیلم فجر شد.
او برای فیلم موسی کلیم الله موفق به دریافت سیمرغ بلورین بهترین چهره‌پردازی جشنواره چهل و سوم فیلم فجر شد.

## طراح چهره پردازی
- کلبه عمو پورنگ (۱۴۰۰)
- دادستان ( 1399 )
- تورنادو ( 1397 )
- ماجرای نیمروز:ردخون (١٣٩٧)
- دینامیت (فیلم ۱۳۹۷)
- ایراندخت (١٣٩٧)
- سریال گشت پلیس (١٣٩٧)
- به وقت شام (١٣٩۶)
- لاتاری (۱۳۹۶)
- معماى شاه (١٣٩٤)
- آس و پاس (فیلم ۱۳۹۴)
- ثبت با سند برابر است
- کمدی انسانی (فیلم ۱۳۹۵)
- ماهور (۱۳۹۵)
- آشوب (۱۳۹۴)
- ایستاده در غبار (۱۳۹۴)
- ناردون (۱۳۹۴)
- در مدت معلوم (فی المدت المعلوم) (۱۳۹۳)
- دزد و پری (۱۳۹۳)
- کربلا جغرافیای یک تاریخ (۱۳۹۳)
- افسونگر (۱۳۹۲)
- حراج (۱۳۹۲)
- اختاپوس (۱۳۹۰)
- نظام از راست (۱۳۸۷)

## چهره پرداز
- مظفرنامه (۱۳۸۶)
- ابراهیم خلیل‌الله (۱۳۸۴)
- نقاب (۱۳۸۳)
- تکیه بر باد (۱۳۷۹)
- روزی که خواستگار آمد (۱۳۷۵)
- او همچنین در بیشتر برنامه های داریوش فرضیایی ( عمو پورنگ ) چهره پرداز بوده است .

## دستیار چهره پرداز
اخراجی‌ها (١٣٨٥)